# Rævegade
Rævegade er en gade i Indre By i København, der ligger mellem Borgergade og Sankt Pauls Plads. Gaden er opkaldt efter dyret ræv.
Gaden var oprindelig en del af kong Christian 4.s anlæggelse af de første dele af Nyboder i 1630'erne og 1640'erne og udgjorde en del af en gruppe gader mellem Borgergade og Adelgade, der fik navne efter dyr. Dengang eksisterede Sankt Pauls Plads ikke, og i stedet fortsatte Rævegade frem til Adelgade, der dengang gik på skrå gennem kvarteret, og hvor den stadigt eksisterende Krusemyntegade lå som en forlængelse af Rævegade. Omkring 1870 blev Adelgade imidlertid rettet ud, og gadekrydset forsvandt under nyopførte etageejendomme. Ydermere anlagdes Sankt Pauls Kirke henover en anden del af Rævegade, der i stedet blev afkortet til den omkringliggende plads, fra 1930 Sankt Pauls Plads. I den modsatte ende lå i øvrigt oprindeligt Kattegade som en tilsvarende forlængelse op til Store Kongensgade, men den forsvandt ligeledes til fordel for etageejendomme i 1870'erne.
I den overlevende del af Rævegade er Christian 4.s Nyboder-huse for længst forsvundet. I stedet ligger på begge sider de toetages såkaldte Grå Stokke, som arkitekten Olaf Schmidth opførte i 1889 hhv. 1893. De var inspireret af tidens arbejderboliger men tilpasset Nyboders eksisterende arkitektur.